# پریکو هامالاینن
پریکو هامالاینن (فنلاندی: Pirkko Hämäläinen؛ زادهٔ ۲۹ مهٔ ۱۹۵۹) بازیگر اهل فنلاند است.
از فیلم‌هایی که وی در آن نقش داشته‌است، می‌توان به جنگ زمستان و سه مرد عاقل اشاره کرد.